# 489 Comacina
489 Comacina је астероид главног астероидног појаса са пречником од приближно 139,39 km.
Афел астероида је на удаљености од 3,285 астрономских јединица (АЈ) од Сунца, а перихел на 3,014 АЈ.
Ексцентрицитет орбите износи 0,043, инклинација (нагиб) орбите у односу на раван еклиптике 13,000 степени, а орбитални период износи 2042,351 дана (5,591 година).
Апсолутна магнитуда астероида је 8,32 а геометријски албедо 0,042.
Астероид је откривен 2. септембра 1902. године.